# Seznam tridentských biskupů a arcibiskupů

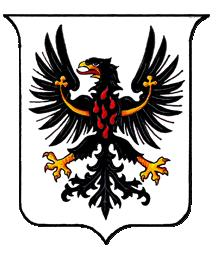

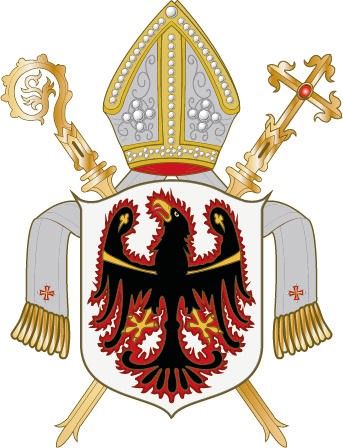
Znak tridentských biskupů

Tridentští biskupové a arcibiskupové (německý titul Fürstbischof zu Trient) byli vládcové nezávislého Tridentského biskupství, církevního státu Svaté říše římské na území dnešní severní Itálie. V roce 1801 byl titul zrušen, protože tridentští biskupové již neměli světskou moc.

## První biskupové
Ačkoli legenda říká, že biskupství bylo založeno již v prvním století n. l., prvním doloženým biskupem je Abundantius.
- – 381 – Abundantius
- 387–400 Svatý Vigilius z Tridentu
- Regippus
- Quartinus
- do 470 Peregrinus
- Gratiosmus
- † 6. století Theodor II.
- do 595 Agnellus
- Veregundus
- Manasses I.
- Vitalis I.
- Stablisianus
- Dominicus
- Rusticus
- Romanus
- Vitalis II.
- Correntianus
- Sidesicus
- – 759 – Jan I.
- Maximus
- Mammo
- Marianus
- Dominator
- Ursus
- Clementianus
- do 802 Amator
- 802–814 Hildegar
- – 814 – Wolderich
- 814–827 Daniel
- 827–845 Heimpert
- úřad neobsazen
- 854–864 Udalschalk
- úřad neobsazen
- 874–881 Adelchis
- Fridebert
- Gisulf
- Berthold
- do 900 Jakob
- 900–926 Konrád I.
- 926–927 Jan II.
- 927–932 Bernhard I.
- 932–957 Manasses II. (Arles, Verona, Mantova, Milán)
- 957–963 Lantram
- 963–971 Arnold I. z Pavie
- 971–992 Arimond
- 992–1004 Raimund z Caldore
- 1006–1022 Oldřich I.

## Knížata–biskupové(od 1027)
- 1022–1055 Oldřich II.
- 1055–1068 Azzo (Harton, Hatto)
- 1068–1082 Jindřich I.
- 1082–1084 Bernhard II.
- 1084–1101 Adalberon
- 1106–1120 Gebhard
- 1120–1124 Adalbert I. (Adelpret)
- 1124–1149 Altmann
- 1149–1154 Arnold II.
- 1154–1156 Eberhard
- 1156–1177	Svatý Adalbert II. (Adelpret) Madruzzo (kanonizován)
- 1177–1183	Salomon
- 1184–1188 Albrecht I. Madruzzo
- 1188–1205 Konrád II. Bisenský (Besenský)
- 1207–1218 Fridrich z Wangeni (Waga)
- 1219–1223 Adalbert III. (Adelpret) z Rauenstein
- 1223–1232 Gerhard I. (Gerard)
- 1232–1247 Aldrighetto z Castel-Campo
- 1248–1273 Egino z Ulten a Eppau (Eppan)
- 1252–1255 Jan z la Porty, protibiskup
- 1274–1289 Jindřich II.
- 1289–1303 Filip Bonacolfi
- 1303–1307 Bartoloměj Quirini
- 1310–1336 Jindřich III. Metský
- 1337–1347 Mikuláš z Brna (Nikolaus Alreim/Abrein, Nicolò da Bruna)
- 1347–1348 Gerald de Magnaco (Gerhard II.)
- 1348–1349 Jan III.
- 1349–1360 Menhart z Hradce (Meinhard von Neuhaus)
- 1363–1390 Albrecht II. hrabě z Ortenburgu
- 1390–1419 Jiří III. z Lichtenštejna
- 1419–1422 Jan IV. z Isniny
- 1422 Ernst Auer
- 1422–1423 Jindřich IV. Flechtel
- 1423–1444	kardinál Alexandr Mazovský (Piastovec)
- 1444–1446 Theobald z Wolkensteinu
- 1444–1446 Benedikt (biskup)
- 1446–1465 Jiří II. Haak z Thomaswaldau
- 1465–1486 Jan V. Hinderbach
- 1486–1493 Oldřich III. z Frundsbergu
- 1493–1505 Oldřich IV. Lichtenštejn-Kastelkornu
- 1505–1514 Jiří III. z Neidecku
- 1514–1539	kardinál Bernard III. z Cles
- 1539–1578	kardinál Cristoforo Madruzzo
- 1578–1600	kardinál Lodovico Madruzzo
- 1600–1629	kardinál Carlo Gaudenzio Madruzzo
- 1629–1658 Carlo Emmanuele Madruzzo
- 1659–1665 Zikmund František Tyrolský, arcivévoda rakouský, 1646–1665 biskup augsburský
- 1665–1667	kardinál Arnošt Vojtěch z Harrachu (zároveň arcibiskup pražský)
- 1668–1677 Zikmund Alfons, hrabě z Thunu
- 1677–1689 František Albert z Poly
- 1689–1695 Josef Viktor de Alberti-Enno
- 1696–1725 Jan Michael ze Spauru
- 1725 Jan Benedikt Gentilotti z Engelsbrunn
- 1725–1730 Antonín Dominik I. hrabě z Wolkensteinu
- 1730–1758 Antonín Dominicus II., hrabě z Thunu
  - 1748–1758 Leopold Ernst von Firmian (koadjutor)
- 1758–1762 František Felix, hrabě de Alberti-Enno
- 1763–1776 Cristoforo Francesco Sizzo de Noris
- 1776–1800 Petr Vigilius, hrabě z Thun-Hohenštejna
- 1800–1818 Emanuel Josef Maria, hrabě z Thun-Hohenštejna (v roce 1803 Trident přestává být samostatným knížectvím)

## Biskupové tridentští po sekularizaci v roce 1803
- 1824–1834 Franz Xavier Luschin
- 1834–1860 Blahoslavený Johann Nepomuk von Tschiderer
- 1861–1879 Benedetto di Riccabona
- 1880–1885 Giovanni Giacomo della Bona
- 1886–1903 Eugenio Carlo Valussi

## Arcibiskupové (1929)
- 1904–1940 Celestino Endrici od roku 1929 arcibiskup
- 1941–1962 Carlo De Ferrari, C.S.S.
- 1963–1987 Alessandro Maria Gottardi
- 1987–1998 Giovanni Maria Sartori
- 25. března 1999 - 2015 Luigi Bressan
- od 2015 Lauro Tisi